# Construccions de pedra seca (l'Espluga Calba)
Les Construccions de pedra seca és una obra de l'Espluga Calba (Garrigues) inclosa a l'Inventari del Patrimoni Arquitectònic de Catalunya.

## Descripció
És una cabana de vinya feta de grans carreus de pedra sense desbastar. La porta és central, amb uns muntants ben escairats així com llinda monolítica. La paret de la façana està rematada per unes pedres planes que donen pendent a la teulada feta de teula àrab i pedres. Damunt de la llinda hi ha un petit orifici triangular per la ventilació de la cabana. A l'interior hi ha una llar de foc, una menjadora pels animals i un armari amb un cocó o cadolla.